# Sammy Lee
Samuel „Sammy“ Lee (1. srpna 1920, Fresno – 2. prosince 2016, Newport Beach), americký skokan do vody, dvojnásobný olympijský vítěz ve skoku z 10 m věže a bronzový medailista ve skoku z 3 m prkna. Byl prvním olympijským vítězem USA asijského původu a prvním mužem, který na LOH obhájil ve skocích do vody olympijské prvenství.
Narodil se v kalifornském Fresnu korejským rodičům, kteří tam vlastnili malou asijskou restauraci. Na dvanáctiletého chlapce zapůsobilo dění na olympiádě v blízkém Los Angeles v roce 1932 a když zjistil, že se mu daří vyniknout nad své vrstevníky ve skoku do vody, podnítilo ho to k myšlence stát se v tomto sportu olympijským vítězem.
Chlapec zprvu trénoval sám, později se jej ujal trenér Jim Ryan, pod jehož vedením získal jako první barevný občan v roce 1942 své první národní tituly ve skocích z 10 m věže i 3 m prkna. Na prvních poválečných OH v Londýně 1948 získal bronzovou medaili ve skoku z 3 m prkna a titul olympijského vítěze z 10 m věže, který zopakoval na následující olympiádě v Helsinkách 1952.
V roce 1947 Lee vystudoval medicínu a kterou uplatnil během služby v americké armádě, kterou v letech 1953 – 1955 absolvoval v Koreji. Po skončení aktivní dráhy se věnoval trenérské činnosti, mj. trénoval olympijské medailisty Boba Webstera, Grega Louganise a Pat McCormickovou. Zemřel na zápal plic 2. prosince 2016 ve svém domě v Newport Beach ve věku 96 let.